# Kosmos 2503
Kosmos 2503, ruski vojni stereoskopski kartografski izviđački satelit za elektrooptičko izviđanje iz programa Kosmos. Vrste je Bars-M (br. 1L), serije koja će zamijeniti staru seriju Jantar (Kometa) koja je donosila filmove iz svemira i otkazanu seriju Bars.
Lansiran je 27. veljače 2015. godine u 11:01 s kozmodroma Pljesecka s mjesta 43/4. Lansiran je u Suncu sinkronu nisku orbitu oko planeta Zemlje raketom nosačem Sojuz-2.1a. Orbita mu je 327 km u perigeju i 540 km u apogeju. Orbitne inklinacije je 97,63°. Spacetrackov kataloški broj je 40420. COSPARova oznaka je 2015-009-A. Zemlju obilazi u 93,24 minute. Mase je oko 4000 kg.
Napaja se iz dvaju razmjestivih solarnih panela i baterija. Nosio je elektrooptičku kameru Karat, djelo LOMO-a.
Iz misije je Blok-I 14S54 vratio se u atmosferu.

## Vanjske poveznice
- N2YO.com Search Satellite Database (engl.)
- Celes Trak SATCAT Format Documentation (engl.)
- Kunstman  Arhivirana inačica izvorne stranice od 12. kolovoza 2019. (Wayback Machine) Satellites in Orbit (engl.)